# Jogos Bolivarianos de 2009

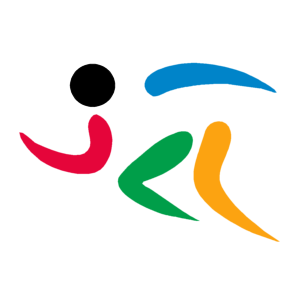
Jogos Bolívianos

Os Jogos Bolivarianos de 2009 foram a décima sexta edição do evento multiesportivo realizado a cada quatro anos. O evento teve como sede principal Sucre, na Bolívia.
Em 11 de agosto de 2005 a cidade de Sucre foi escolhida sede dos Jogos durante o Congresso da Organização Desportiva Bolivariana (ODEBO). O evento coincidiu com a celebração do segundo centenário da Revolução de Chuquisaca.

## Problemas da organização
Os Jogos de 2009 sofreram com graves atrasos nas obras de infraestrutura, que chegaram a levantar a possibilidade de ter sua sede transferida para o Equador. Os problemas despertaram a preocupação da ODEBO e geraram alterações nos projetos iniciais. O Comitê Olímpico da Colômbia criticou severamente a organização dos Jogos e sugeriu profundas mudanças para as edições futuras, como o limite de idade dos atletas. Ainda segundo o Comitê, a Colômbia sempre se vê prejudicada quando a Venezuela se inscreve naqueles eventos em que o país é favorito. Além disso, o calendário do levantamento de peso teve de ser antecipado, para não chocar com o campeonato mundial da modalidade, realizado nas mesmas datas dos Jogos Bolivarianos.

## Esportes
As seguintes modalidades formaram o programa dos Jogos:
| - Atletismo - Badminton - Basquetebol - Beisebol - Bilhar - Boliche - Boxe - Canoagem - Caratê - Ciclismo - Esgrima - Futebol - Futsal - Ginástica | - Hipismo - Levantamento de peso - Lutas - Natação - Softbol - Raquetebol - Remo - Taekwondo - Tênis - Tênis de mesa - Tiro - Triatlo - Voleibol - Voleibol de Praia |

## Países participantes
6 países participaram do evento:
- Bolívia
- Colômbia
- Equador
- Panamá
- Peru
- Venezuela

## Quadro de medalhas
País sede destacado.
| Ordem | País      | Medalha de ouro | Medalha de prata | Medalha de bronze | Total |
| ----- | --------- | --------------- | ---------------- | ----------------- | ----- |
| 1     | Venezuela | 198             | 176              | 95                | 469   |
| 2     | Colômbia  | 144             | 125              | 91                | 360   |
| 3     | Equador   | 47              | 79               | 150               | 276   |
| 4     | Peru      | 32              | 36               | 82                | 150   |
| 5     | Bolívia   | 20              | 22               | 85                | 127   |
| 6     | Panamá    | 2               | 6                | 17                | 25    |
| TOTAL | TOTAL     | 443             | 444              | 520               | 1 407 |